# 지구촌고등학교
지구촌고등학교(地球村高等學校)는 부산광역시 연제구 거제동에 있었던 사립 고등학교이다.

## 학교 연혁
- 1999년 1월 1일 : 글로벌 빌리지(지구촌,Global Village)로부터 글로빌(GloVill)이라는 이름이 지어짐
- 1999년 9월 1일 : 설립준비기도회 시작
- 2001년 2월 27일 : 부산시 교육청으로부터 ‘지구촌고등학교’로 인가를 득함
- 2001년 3월 1일 : 교사들이 모여 개교를 위한 준비 시작
- 2001년 6월 19일 : 교사동 건축 기공 예배드림
- 2001년 7월 1일 : 정관석선교사 교장 초빙
- 2001년 9월 19일 : 토목공사 완공 및 건물공사 착공
- 2001년 11월 8일 : 후원이사회 발족(이사장: 류종길 목사)
- 2002년 3월 11일 : 8명의 학생으로 개교예배와 입학식 가짐(위탁생 2명포함)
- 2002년 6월 24일 : 교사동 준공감사예배 드림
- 2003년 2월 27일 : 정관석교장 퇴임
- 2003년 3월 3일 : 학교법인 복음 학원 학원장 신기영박사 교장 겸임
- 2004년 12월 30일 : 제1회 졸업식 (졸업생 14명)
- 2005년 12월 29일 : 제2회 졸업식 (졸업생 13명)
- 2006년 12월 29일 : 제3회 졸업식 (졸업생 19명)
- 2008년 2월 15일 : 제4회 졸업식 (졸업생 19명)
- 2009년 2월 16일 : 제5회 졸업식 (졸업생 23명)
- 2010년 2월 10일 : 제6회 졸업식 (졸업생 22명)
- 2011년 2월 10일 : 제7회 졸업식 (졸업생 23명)
- 2012년 2월 10일 : 제8회 졸업식 (졸업생 27명)
- 2013년 2월 5일 : 제9회 졸업식 (졸업생 26명)
- 2014년 2월 5일 : 제10회 졸업식 (졸업생 24명)
- 2014년 3월 1일 : 이지수 교장 취임
- 2015년 2월 6일 : 제11회 졸업식 (졸업생 23명)
- 2016년 1월 8일 : 제12회 졸업식 (졸업생 24명)
- 2016년 3월 3일 : 제15회 입학식 (입학생 20명)
- 2017년 1월 6일 : 제13회 졸업식 (졸업생 25명)
- 2017년 3월 3일 : 제16회 입학식 (입학생 20명)
- 2018년 1월 5일 : 제14회 졸업식 (졸업생 19명)
- 2019년 1월 10일 : 제15회 졸업식(졸업생 20명)
- 2020년 2월 29일 : 18년만에 폐교[1]

## 참고 자료
- 지구촌고등학교 - 한국교육학술정보원 학교알리미